# Merijn Scheperkamp
Merijn Scheperkamp (* 6. března 2000 Hilversum, Nizozemsko) je nizozemský rychlobruslař.
Jako inline bruslař získal na Letních olympijských hrách mládeže 2018 bronzovou medaili. Ve Světový pohár v rychlobruslení juniorů poprvé nastoupil v únoru 2019, tehdy také debutoval na juniorském světovém šampionátu. V lednu 2021 absolvoval jeden závod v seniorském Světovém poháru, na mezinárodní rychlobruslařské scéně začal pravidelně startovat na podzim 2021. Na Mistrovství Evropy 2022 vyhrál závod v týmovém sprintu a na trati 500 m získal stříbrnou medaili. Startoval na ZOH 2022 (500 m – 12. místo) a krátce poté získal bronzovou medaili v týmovém sprintu na světovém šampionátu 2022.